# Magyarország az 1991-es úszó-világbajnokságon
Magyarország a ausztráliai Perthben megrendezett 1991-es úszó-világbajnokság egyik részt vevő nemzete volt. Az ország a világbajnokságon 43 sportolóval képviseltette magát, akik összesen 5 arany-, 2 ezüst- és 2 bronzérmet szereztek.

## Versenyzők száma
| Sportág, szakág  | Magyar résztvevő | Magyar résztvevő | Magyar résztvevő |
| Sportág, szakág  | Férfi            | Nő               | Össz.            |
| Úszás            | 9                | 4                | 13               |
| Nyílt vízi úszás | 2                | 2                | 4                |
| Műugrás          | 0                | 1                | 1                |
| Szinkronúszás    | –                | 0                | 0                |
| Vízilabda        | 13               | 12               | 25               |
|                  |                  |                  |                  |
| Összesen         | 24               | 19               | 43               |

## Érmesek
| Érem      | Versenyző                         | Versenyszám | Versenyszám            | Dátum      |
| --------- | --------------------------------- | ----------- | ---------------------- | ---------- |
| Aranyérem | Rózsa Norbert                     | úszás       | 100 m-es mellúszás     | január 7.  |
| Aranyérem | Darnyi Tamás                      | úszás       | 400 m-es vegyes úszás  | január 8.  |
| Aranyérem | Egerszegi Krisztina               | úszás       | 100 m-es hátúszás      | január 9.  |
| Aranyérem | Darnyi Tamás                      | úszás       | 200 m-es vegyes úszás  | január 13. |
| Aranyérem | Egerszegi Krisztina               | úszás       | 200 m-es hátúszás      | január 13. |
| Ezüstérem | Szabó Tünde                       | úszás       | 100 m-es hátúszás      | január 9.  |
| Ezüstérem | Rózsa Norbert                     | úszás       | 200 m-es mellúszás     | január 11. |
| Bronzérem | Darnyi Tamás                      | úszás       | 200 m-es pillangóúszás | január 12. |
| Bronzérem | Magyar férfi vízilabda-válogatott | vízilabda   | férfi vízilabda        | január 13. |

## Úszás
Férfi
| Versenyző       | Versenyszám         | Előfutam | Előfutam | Előfutam | Döntő   | Döntő     |
| Versenyző       | Versenyszám         | Idő      | Hely.    | Össz.    | Idő     | Helyezés  |
| --------------- | ------------------- | -------- | -------- | -------- | ------- | --------- |
| Ágh Norbert     | 200 m gyorsúszás    | 1:52,65  | 7.       | 22.      | kiesett | kiesett   |
| Ágh Norbert     | 400 m gyorsúszás    | 3:58,58  | 6.       | 20.      | kiesett | kiesett   |
| Czene Attila    | 100 m hátúszás      | 57,51    | 1.       | 12.      | 57,61   | 13.       |
| Czene Attila    | 200 m hátúszás      | 2:05,58  | 7.       | 19.      | kiesett | kiesett   |
| Czene Attila    | 200 m vegyes úszás  | 2:04,52  | 1.       | 12.      | 2:03,77 | 10.       |
| Darnyi Tamás    | 200 m pillangóúszás | 2:00,23  | 1.       | 4.       | 1:58,24 | Bronzérem |
| Darnyi Tamás    | 200 m vegyes úszás  | 2:01,82  | 1.       | 1.       | 1:59,36 | Aranyérem |
| Darnyi Tamás    | 400 m vegyes úszás  | 4:16,21  | 1.       | 1.       | 4:12,36 | Aranyérem |
| Deutsch Tamás   | 100 m hátúszás      | 57,22    | 5.       | 11.      | 57,26   | 10.       |
| Deutsch Tamás   | 200 m hátúszás      | 2:02,09  | 1.       | 3.       | 2:01,25 | 5.        |
| Güttler Károly  | 100 m mellúszás     | 1:02,51  | 2.       | 4.       | 1:02,05 | 5.        |
| Rózsa Norbert   | 100 m mellúszás     | 1:01,49  | 1.       | 1.       | 1:01,45 | Aranyérem |
| Rózsa Norbert   | 200 m mellúszás     | 2:15,08  | 3.       | 6.       | 2:12,03 | Ezüstérem |
| Szabados Béla   | 50 m gyorsúszás     | 24,01    | 1.       | 28.      | kiesett | kiesett   |
| Szabados Béla   | 100 m gyorsúszás    | 52,02    | 3.       | 26.      | kiesett | kiesett   |
| Szabó József    | 200 m mellúszás     | 2:14,36  | 1.       | 4.       | 2:13,93 | 5.        |
| Szabó József    | 400 m vegyes úszás  | 4:19,04  | 2.       | 3.       | 4:17,52 | 4.        |
| Szilágyi Zoltán | 400 m gyorsúszás    | 3:52,28  | 2.       | 3.       | 3:51,55 | 6.        |
| Szilágyi Zoltán | 1500 m gyorsúszás   | 15:41,05 | 4.       | 12.      | kiesett | kiesett   |

Női
| Versenyző           | Versenyszám     | Előfutam | Előfutam | Előfutam | Döntő        | Döntő        |
| Versenyző           | Versenyszám     | Idő      | Hely.    | Össz.    | Idő          | Helyezés     |
| ------------------- | --------------- | -------- | -------- | -------- | ------------ | ------------ |
| Csépe Gabriella     | 100 m mellúszás | 1:11,50  | 4.       | 13.      | 1:11,67      | 11.          |
| Csépe Gabriella     | 200 m mellúszás | 2:34,64  | 6.       | 17.      | kiesett      | kiesett      |
| Egerszegi Krisztina | 100 m hátúszás  | 1:01,92  | 1.       | 1.       | 1:01,78      | Aranyérem    |
| Egerszegi Krisztina | 200 m hátúszás  | 2:12,59  | 1.       | 1.       | 2:09,15      | Aranyérem    |
| Pohl Anett          | 100 m mellúszás | 1:13,98  | 8.       | 20.      | kiesett      | kiesett      |
| Pohl Anett          | 200 m mellúszás | 2:33,14  | 3.       | 9.       | 2:33,03      | 9.           |
| Szabó Tünde         | 100 m hátúszás  | 1:02,54  | 2.       | 2.       | 1:01,98      | Ezüstérem    |
| Szabó Tünde         | 200 m hátúszás  | 2:17,26  | 4.       | 10.      | visszalépett | visszalépett |

## Nyílt vízi úszás
Férfi
| Versenyző        | Versenyszám | Idő        | Helyezés |
| ---------------- | ----------- | ---------- | -------- |
| Molnár Attila    | 25 km       | 5:26:20,67 | 12.      |
| Tóth Szabó Dusán | 25 km       | 5:38:16,81 | 17.      |

Női
| Versenyző   | Versenyszám | Idő        | Helyezés |
| ----------- | ----------- | ---------- | -------- |
| Kovács Rita | 25 km       | 5:31:32,61 | 4.       |
| Lázár Rita  | 25 km       | 6:10:22,35 | 9.       |

## Műugrás
Női
| Versenyző     | Versenyszám           | Selejtezők | Selejtezők | Döntő   | Döntő   |
| Versenyző     | Versenyszám           | Pont       | Hely       | Pont    | Hely    |
| ------------- | --------------------- | ---------- | ---------- | ------- | ------- |
| Gerlach Ágnes | Női 3 méteres műugrás | 422,88     | 15.        | kiesett | kiesett |

## Vízilabda

### Férfi
| Magyar nemzeti férfi vízilabdacsapat-játékoskeret | Magyar nemzeti férfi vízilabdacsapat-játékoskeret | Magyar nemzeti férfi vízilabdacsapat-játékoskeret | Magyar nemzeti férfi vízilabdacsapat-játékoskeret |
| #                                                 | Név                                               | Poszt                                             | Kor (1991. január 5. szerint)                     |
| ------------------------------------------------- | ------------------------------------------------- | ------------------------------------------------- | ------------------------------------------------- |
|                                                   | Kuna Péter                                        | K                                                 | 1965. július 27. (25 évesen)                      |
|                                                   | Nemes Gábor                                       | K                                                 | 1964. november 30. (26 évesen)                    |
|                                                   | Benedek Tibor                                     | M                                                 | 1972. július 12. (18 évesen)                      |
|                                                   | Dóczi István                                      | M                                                 | 1965. január 8. (25 évesen)                       |
|                                                   | Mészáros Csaba                                    | M                                                 | 1964. augusztus 14. (26 évesen)                   |
|                                                   | Petőváry Zsolt                                    | M                                                 | 1963. március 15. (27 évesen)                     |
|                                                   | Péter Imre                                        | M                                                 | 1970. április 1. (20 évesen)                      |
|                                                   | Schmiedt Gábor                                    | M                                                 | 1962. január 25. (28 évesen)                      |
|                                                   | Sprok Tibor                                       | M                                                 | 1967. október 17. (23 évesen)                     |
|                                                   | Tóth Frank                                        | M                                                 | 1970. június 17. (20 évesen)                      |
|                                                   | Tóth Imre                                         | M                                                 | 1963. november 3. (27 évesen)                     |
|                                                   | Tóth László                                       | M                                                 | 1968. február 9. (22 évesen)                      |
|                                                   | Vincze Balázs                                     | M                                                 | 1967. június 27. (23 évesen)                      |
| Szövetségi kapitány: Konrád János                 |                                                   |                                                   |                                                   |

Csoportkör
D csoport
| Csapat       | M | Gy | D | V | G+ | G– | Gk  | P |
| ------------ | - | -- | - | - | -- | -- | --- | - |
| Magyarország | 3 | 3  | 0 | 0 | 41 | 21 | +20 | 6 |
| Németország  | 3 | 2  | 0 | 1 | 39 | 23 | +16 | 4 |
| Kuba         | 3 | 1  | 0 | 2 | 33 | 31 | +2  | 2 |
| Egyiptom     | 3 | 0  | 0 | 3 | 21 | 59 | –38 | 0 |

| 1991. január 5. | Magyarország                                                                   | 12 – 9 | Kuba                                                            | Játékvezetők: Toygarli (török), Maszaoka (japán) |
| 1991. január 5. | (3–2, 1–4, 3–2, 5–1)                                                           |        |                                                                 | Játékvezetők: Toygarli (török), Maszaoka (japán) |
| 1991. január 5. | Tóth L. 3, Petőváry, Vincze 2-2, Schmiedt, Péter, Mészáros, Benedek, Dóczi 1-1 |        | Cuesta, Fernández, H. Martinez 2-2 Díaz, Martínez, Barreras 1-1 | Játékvezetők: Toygarli (török), Maszaoka (japán) |

| 1991. január 6. | Magyarország                                                                                     | 20 – 4 | Egyiptom            | Játékvezetők: van Zenderen (holland), Andersen (norvég) |
| 1991. január 6. | (6–1, 6–2, 4–0, 4–1)                                                                             |        |                     | Játékvezetők: van Zenderen (holland), Andersen (norvég) |
| 1991. január 6. | Péter 4, Tóth L., Dóczi 3-3 Petőváry, Mészáros, Tóth I. 2-2 Schmiedt, Vincze, Benedek, Sprok 1-1 |        | Saleh 3, Abouzeid 1 | Játékvezetők: van Zenderen (holland), Andersen (norvég) |

| 1991. január 7. | Magyarország                                                              | 9 – 8 | Németország                                          | Játékvezetők: Astenzio (spanyol), Timoc (román) |
| 1991. január 7. | (4–1, 2–2, 2–4, 1–1)                                                      |       |                                                      | Játékvezetők: Astenzio (spanyol), Timoc (román) |
| 1991. január 7. | Petőváry 2, Schmiedt, Mészáros, Vincze, Tóth I., Dóczi Benedek, Sprok 1-1 |       | Theismann 3, Schütze 2, Bukowski, Frank, Tomanek 1-1 | Játékvezetők: Astenzio (spanyol), Timoc (román) |

Középdöntő
F csoport
| Csapat           | M | Gy | D | V | G+ | G– | Gk | P |
| ---------------- | - | -- | - | - | -- | -- | -- | - |
| Magyarország     | 3 | 2  | 1 | 0 | 30 | 28 | +2 | 5 |
| Egyesült Államok | 3 | 1  | 1 | 1 | 22 | 23 | –1 | 3 |
| Ausztrália       | 3 | 1  | 0 | 2 | 25 | 25 | 0  | 2 |
| Németország      | 3 | 1  | 0 | 2 | 24 | 25 | –1 | 2 |

| 1991. január 9. | Magyarország                                                                 | 12 – 11 | Ausztrália                                               | Játékvezetők: Gunell (kanadai), Indrelin (norvég) |
| 1991. január 9. | (5–2, 3–3, 1–3, 3–3)                                                         |         |                                                          | Játékvezetők: Gunell (kanadai), Indrelin (norvég) |
| 1991. január 9. | Benedek, Tóth L., Dóczi, Vincze 2-2, Petőváry, Schmiedt, Péter, Mészáros 1-1 |         | Wybrow 3, Stockwell, Wightman, Clark 2-2 Fox 1, Mayers 1 | Játékvezetők: Gunell (kanadai), Indrelin (norvég) |

| 1991. január 10. | Magyarország                                                 | 9 – 9 | Egyesült Államok                                                   | Játékvezetők: Timoc (román), Le Gare (kanadai) |
| 1991. január 10. | (3–4, 1–3, 1–1, 4–1)                                         |       |                                                                    | Játékvezetők: Timoc (román), Le Gare (kanadai) |
| 1991. január 10. | Tóth I. 3, Dóczi 2, Petőváry, Tóth L., Mészáros, Benedek 1-1 |       | Schroeder, Robert 2-2, Evans, Kimbell, Humbert, Klass, Fischer 1-1 | Játékvezetők: Timoc (román), Le Gare (kanadai) |

Elődöntő
| 1991. január 12. | Magyarország                                      | 8 – 9 | Spanyolország               | Játékvezetők: Bookelman (holland), Fjarrstadt (svéd) |
| 1991. január 12. | (3–3, 3–0, 1–4, 1–2)                              |       |                             | Játékvezetők: Bookelman (holland), Fjarrstadt (svéd) |
| 1991. január 12. | Tóth I. 3, Petőváry 2, Dóczi, Vincze, Benedek 1-1 |       | Estiarte 3, Oca 3, García 1 | Játékvezetők: Bookelman (holland), Fjarrstadt (svéd) |

A 3. helyért
| 1991. január 13. | Magyarország                                                         | 13 – 12 | Egyesült Államok                                                                  | Játékvezetők: Blau (német), Le Gare (kanadai) |
| 1991. január 13. | (4–3, 3–3, 4–4, 2–2)                                                 |         |                                                                                   | Játékvezetők: Blau (német), Le Gare (kanadai) |
| 1991. január 13. | Mészáros 4, Dóczi 3, Péter 2, Petőváry, Vincze, Benedek, Tóth I. 1-1 |         | Humbert 3, Fischer, Campbell 2-2 Robert, Evans, Kimbell, Imbernino, Schroeder 1-1 | Játékvezetők: Blau (német), Le Gare (kanadai) |

| Csapat       | Helyezés  |
| ------------ | --------- |
| Magyarország | Bronzérem |

### Női
| Magyar nemzeti női vízilabdacsapat-játékoskeret | Magyar nemzeti női vízilabdacsapat-játékoskeret | Magyar nemzeti női vízilabdacsapat-játékoskeret | Magyar nemzeti női vízilabdacsapat-játékoskeret |
| #                                               | Név                                             | Poszt                                           | Kor (1991. január 5. szerint)                   |
| ----------------------------------------------- | ----------------------------------------------- | ----------------------------------------------- | ----------------------------------------------- |
|                                                 | Huff Zsuzsanna                                  | K                                               | 1964. május 25. (26 évesen)                     |
|                                                 | Szalkay Orsolya                                 | K                                               | 1968. augusztus 19. (22 évesen)                 |
|                                                 | Bajusz Andrea                                   | M                                               |                                                 |
|                                                 | Dancsa Katalin                                  | M                                               | 1963. december 20. (27 évesen)                  |
|                                                 | Eke Andrea                                      | M                                               | 1968. március 19. (22 évesen)                   |
|                                                 | Kertész Zsuzsa                                  | M                                               | 1965. december 28. (25 évesen)                  |
|                                                 | Nagy Katalin                                    | M                                               | 1964. augusztus 16. (26 évesen)                 |
|                                                 | Rafael Irén                                     | M                                               | 1966. október 11. (24 évesen)                   |
|                                                 | Rónaszéki Ildikó                                | M                                               | 1971. január 2. (20 évesen)                     |
|                                                 | Stieber Mercédesz                               | M                                               | 1974. szeptember 4. (16 évesen)                 |
|                                                 | Takács Ildikó                                   | M                                               | 1967. október 18. (23 évesen)                   |
|                                                 | Vincze Edit                                     | M                                               | 1965. október 1. (25 évesen)                    |
| Szövetségi kapitány: Tóth Gyula                 |                                                 |                                                 |                                                 |

Csoportkör
D csoport
| Csapat           | M | Gy | D | V | G+ | G– | Gk  | P |
| ---------------- | - | -- | - | - | -- | -- | --- | - |
| Magyarország     | 3 | 3  | 0 | 0 | 40 | 18 | +22 | 6 |
| Egyesült Államok | 3 | 2  | 0 | 1 | 30 | 17 | +13 | 4 |
| Ausztrália       | 3 | 1  | 0 | 2 | 27 | 19 | +8  | 2 |
| Brazília         | 3 | 0  | 0 | 3 | 3  | 46 | –43 | 0 |

| 1991. január 5. | Magyarország                                                                  | 20 – 2 | Brazília             | Játékvezetők: Gombosh (izraeli), Le Gare (francia) |
| 1991. január 5. | (4–1, 5–0, 7–0, 4–1)                                                          |        |                      | Játékvezetők: Gombosh (izraeli), Le Gare (francia) |
| 1991. január 5. | Raffael 6, Eke 4, Dancsa, Stieber, Kertész, Bajusz 2-2, Vincze, Rónaszéki 1-1 |        | de Santis, Rolim 1-1 | Játékvezetők: Gombosh (izraeli), Le Gare (francia) |

| 1991. január 6. | Magyarország                                    | 10 – 8 | Ausztrália                                 | Játékvezetők: Hantal (török), Omar (egyiptomi) |
| 1991. január 6. | (1–2, 1–3, 5–2, 3–1)                            |        |                                            | Játékvezetők: Hantal (török), Omar (egyiptomi) |
| 1991. január 6. | Eke 4, Dancsa, Stieber 2-2 Kertész, Raffael 1-1 |        | Copeland, Leeson 3-3, Hankin 1, Williams 1 | Játékvezetők: Hantal (török), Omar (egyiptomi) |

| 1991. január 9. | Magyarország                                    | 10 – 8 | Egyesült Államok                                  | Játékvezetők: Radjenovics (jugoszláv), Bathurst (brit) |
| 1991. január 9. | (1–2, 1–3, 5–2, 3–1)                            |        |                                                   | Játékvezetők: Radjenovics (jugoszláv), Bathurst (brit) |
| 1991. január 9. | Dancsa 4, Eke, Raffael 2-2, Stieber, Vincze 1-1 |        | Mendoza 3, Drury 2, Wittstock, Kelly, Breckon 1-1 | Játékvezetők: Radjenovics (jugoszláv), Bathurst (brit) |

Elődöntő
| 1991. január 11. | Magyarország                              | 7 – 8 | Kanada                                                                  |  |
| 1991. január 11. | (1–3, 3–3, 3–1, 0–1)                      |       |                                                                         |  |
| 1991. január 11. | Stieber 3, Dancsa 2, Raffael, Kertész 1-1 |       | Deslieres, Deschenes 2-2, Morrison, Boisclair, Difilipo, Thorington 1-1 |  |

A 3. helyért
| 1991. január 12. | Magyarország                             | 9 – 11 | Egyesült Államok                                | Játékvezetők: Farid (egyiptomi), Indrelin (norvég) |
| 1991. január 12. | (1–4, 4–3, 2–1, 2–3)                     |        |                                                 | Játékvezetők: Farid (egyiptomi), Indrelin (norvég) |
| 1991. január 12. | Stieber, Rónaszéki 3-3, Kertész 2, Eke 1 |        | Mendoza, Breckon, Miranda 3-3, Hodge, Drury 1-1 | Játékvezetők: Farid (egyiptomi), Indrelin (norvég) |

| Csapat       | Helyezés |
| ------------ | -------- |
| Magyarország | 4.       |